# Transposición de Boulton-Katritzky
La Transposición de Boulton–Katritzky es una reacción de termólisis en la que un heterociclo de cinco miembros transpone en un segundo heterociclo.
El sustrato más utilizado para esta reacción es el 1,2,4-oxadiazol (D = O; B = CH; A = N).